# Kingman County
Kingman County är ett administrativt område i delstaten Kansas, USA. År 2010 hade countyt 7 858 invånare. Den administrativa huvudorten (county seat) är Kingman.

## Geografi
Enligt United States Census Bureau har countyt en total area på 2 245 km². 2 236 km² av den arean är land och 9 km² är vatten.

### Angränsande countyn
- Reno County - nord
- Sedgwick County - öst
- Sumner County - sydost
- Harper County - syd
- Barber County - sydväst
- Pratt County - väst

### Orter
- Cunningham
- Kingman (huvudort)
- Nashville
- Norwich
- Penalosa
- Spivey
- Zenda